# Beyrie-sur-Joyeuse
Beyrie-sur-Joyeuse – miejscowość i gmina we Francji, w regionie Nowa Akwitania, w departamencie Pireneje Atlantyckie.
Według danych na rok 1990 gminę zamieszkiwało 460 osób, a gęstość zaludnienia wynosiła 19 osób/km² (wśród 2290 gmin Akwitanii Beyrie-sur-Joyeuse plasuje się na 742. miejscu pod względem liczby ludności, natomiast pod względem powierzchni na miejscu 396.).